# Alibi irréfutable
Alibi irréfutable (The Unbreakable Alibi), parfois titrée Un alibi inattaquable, est une nouvelle policière d'Agatha Christie mettant en scène les personnages de Tommy et Tuppence Beresford.
Initialement publiée le 1er décembre 1928 dans la revue Holly Leaves au Royaume-Uni, cette nouvelle a été reprise en recueil en 1929 dans Partners in Crime au Royaume-Uni et aux États-Unis. Elle a été publiée pour la première fois en France dans le recueil Le crime est notre affaire en 1972.
Dans le recueil Le crime est notre affaire, Agatha Christie imite le style des enquêteurs créés par les auteurs de policiers en vogue à cette époque. Dans cette nouvelle, elle parodie l'inspecteur Joseph French créé par Freeman Wills Crofts,.

## Publications
Avant la publication dans un recueil, la nouvelle avait fait l'objet de publications dans des revues :
- le 1er décembre 1928, au Royaume-Uni, dans le no 2880 de la revue Holly Leaves, la revue de Noël de l'Illustrated Sporting and Dramatic News[3],[4] ;
- en janvier 1971, aux États-Unis, dans le no 326 (no 1, vol. 57) de la revue Ellery Queen's Mystery Magazine[5].

La nouvelle a ensuite fait partie de nombreux recueils :
- en 1929, au Royaume-Uni, dans Partners in Crime[3] (avec 14 autres nouvelles) ;
- en 1929, aux États-Unis, dans Partners in Crime[3] (avec 14 autres nouvelles) ;
- en 1972, en France, dans Le crime est notre affaire (adaptation des recueils de 1929).

## Adaptation
- 1983 : Un alibi en béton (The Unbreakable Alibi), téléfilm de la série britannique Le crime est notre affaire d'ITV (épisode 8), avec Francesca Annis et James Warwick dans les rôles des Beresford.